# 湯之元温泉
湯之元温泉（ゆのもとおんせん）は、鹿児島県日置市東市来町湯田にある温泉。中薩地方有数の規模を誇る。なお、東市来町は薩摩焼で有名。

## 泉質
泉質は単純温泉で硫黄成分を含んでいるが、独特の刺激臭はさほど強くない。

## 温泉街
国道3号沿いに温泉街が広がるが、市街地に紛れ込んでいるため、さほど温泉街という雰囲気はない。しかし、元々の湯治場であった元湯「打込湯」付近は昔ながらの湯治場の雰囲気を醸し出している。温泉施設には、コワーキングスペースを併設している施設もある。また、近くには薩摩焼の窯元があり、薩摩焼の食器を扱う宿もある。
泉源は4か所。
2020年（令和2年）11月29日には、総合商社の小平による民営公園「ハマオカポケットパーク」が、2021年（令和3年）7月22日にはその場所に同社が運営するテイクアウト専門の共有カフェ施設が開設され、事前申請をすれば利用料金が無料で飲食店や雑貨店などを日替わりで出店できる。

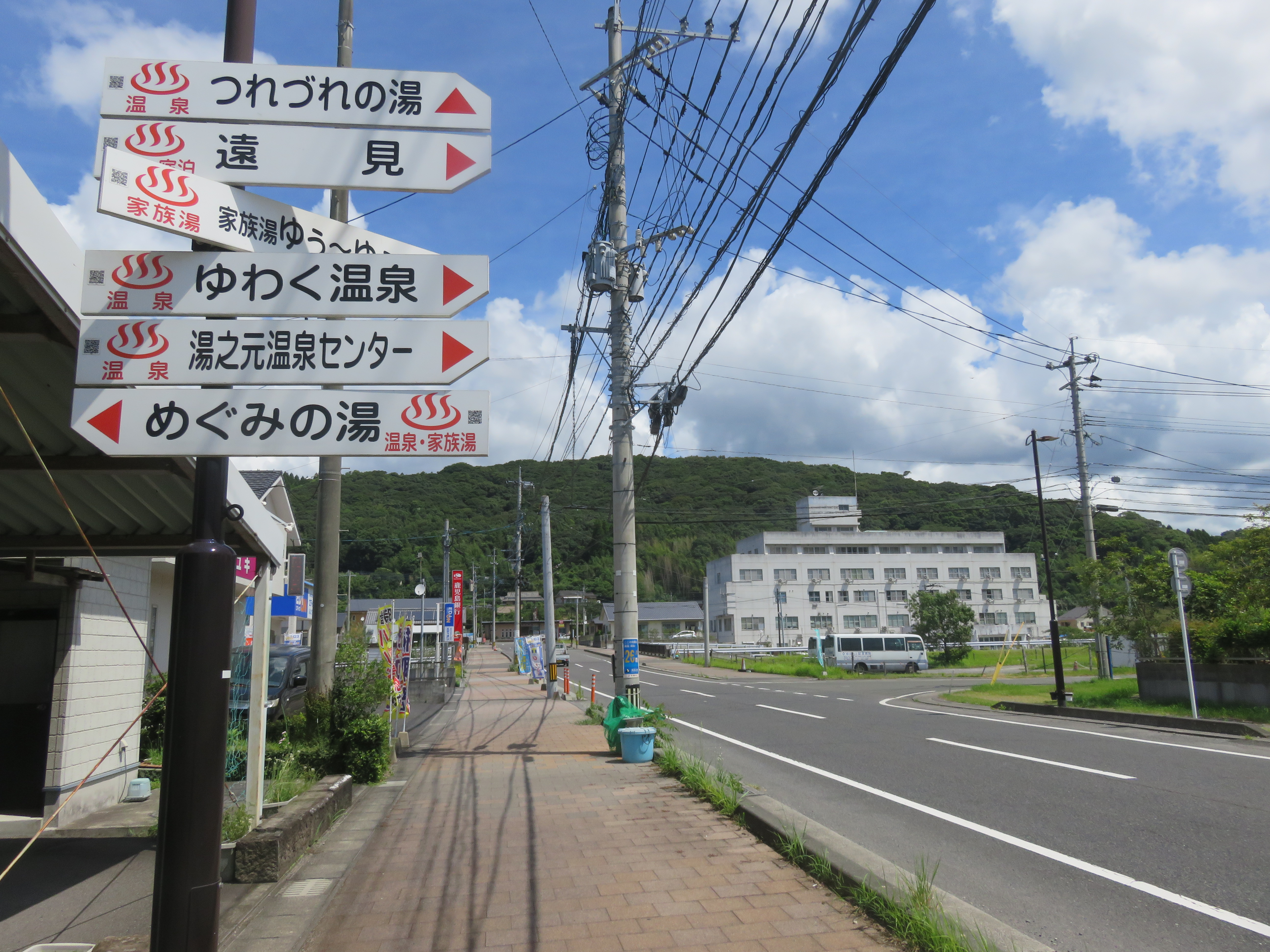
道案内板
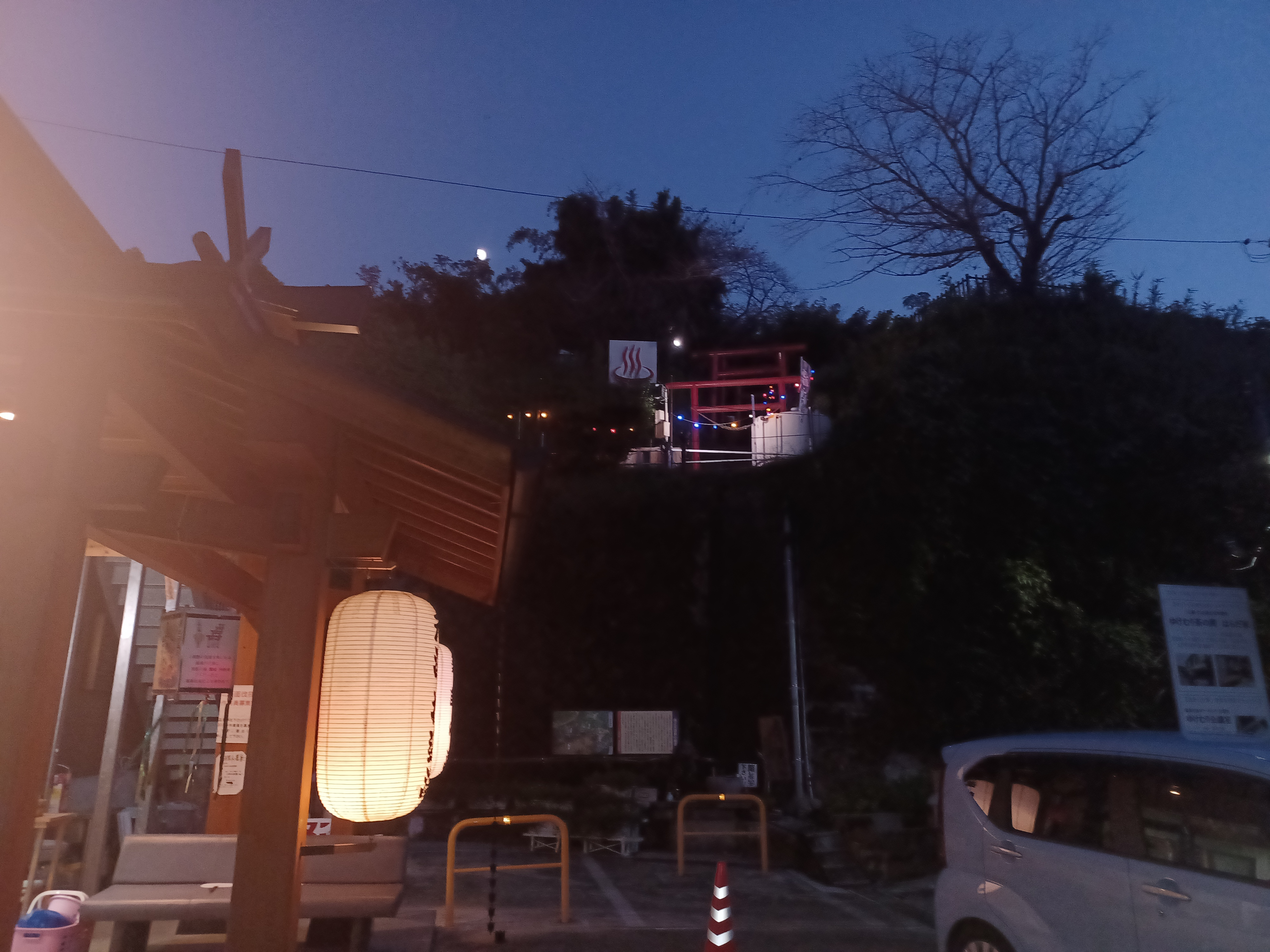
湯之元温泉神社の鳥居
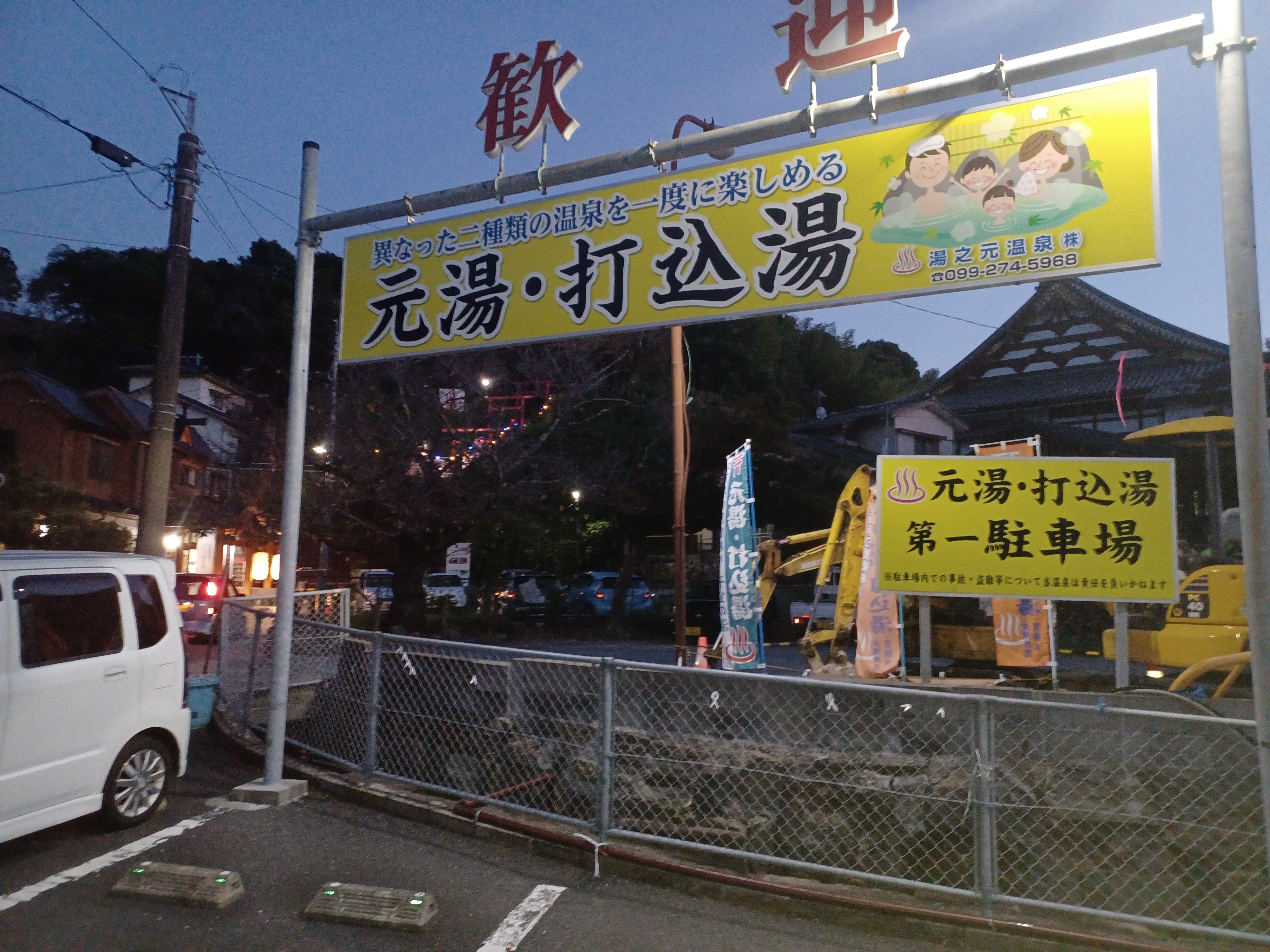
湯之元温泉 元湯・打込湯
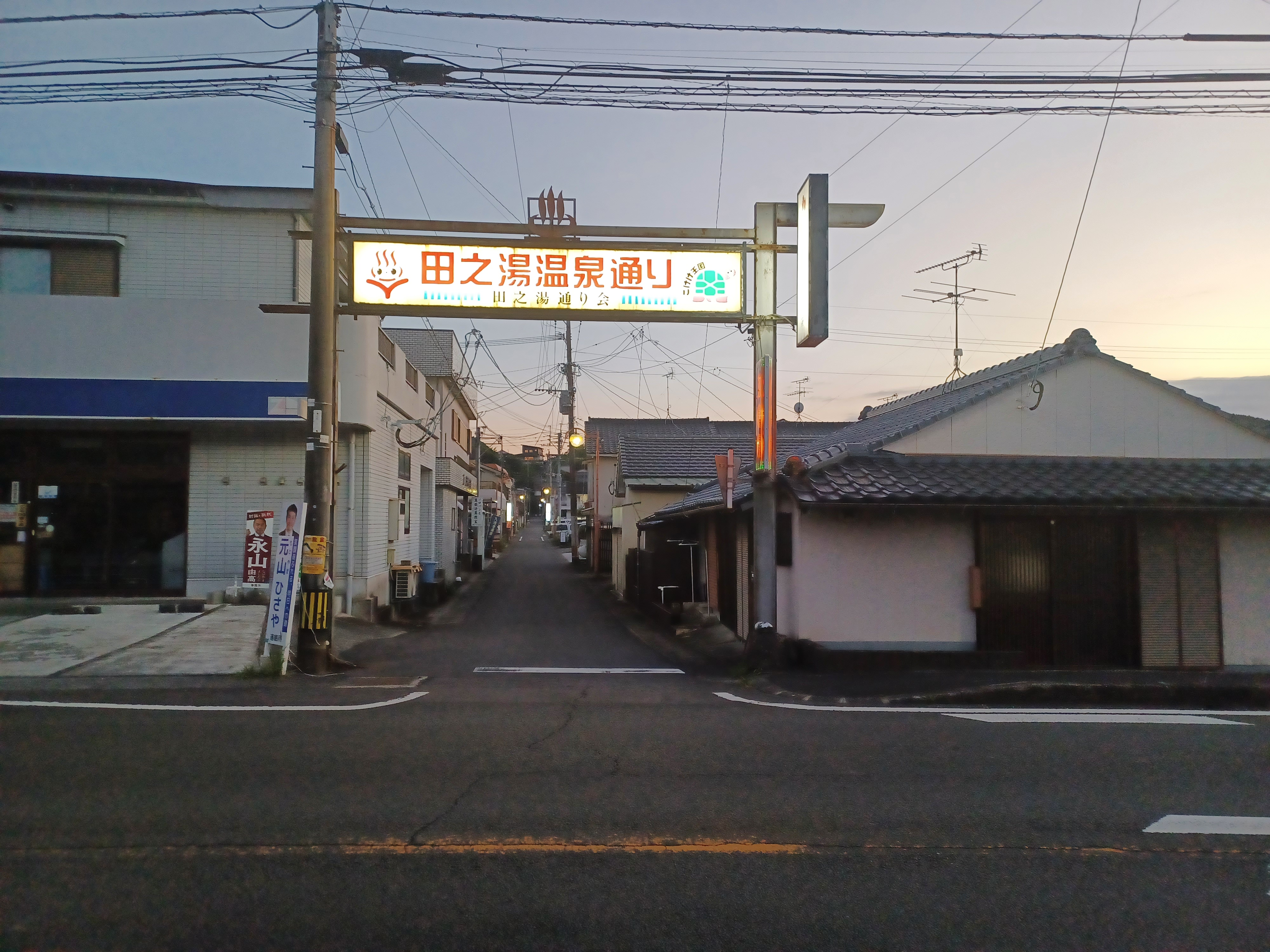
田之湯温泉通り
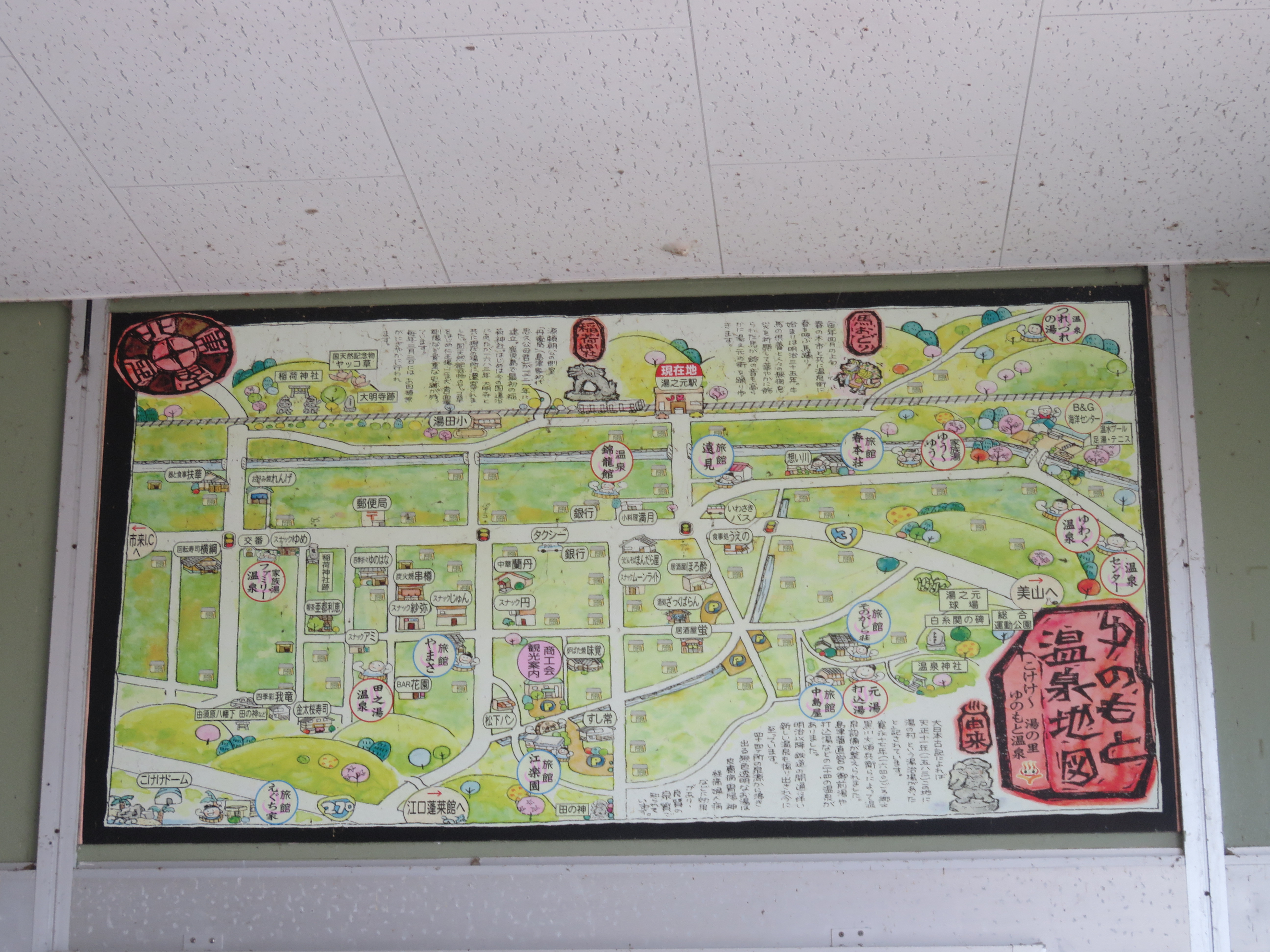
湯之元駅内の湯之元温泉の案内図

## 歴史
天正元年（1583年）に湯治をした記録が、島津氏に仕え島津義久の側近として知られる上井覚兼の日記には残されている。寛永17年（1640年）、黒川大煩兵衛により発見され整備されたとも伝えられている。江戸時代は薩摩藩の直轄で運営されており、「御前湯」や「地頭湯」など身分により使用する湯が異なっていた。

## 土産菓子

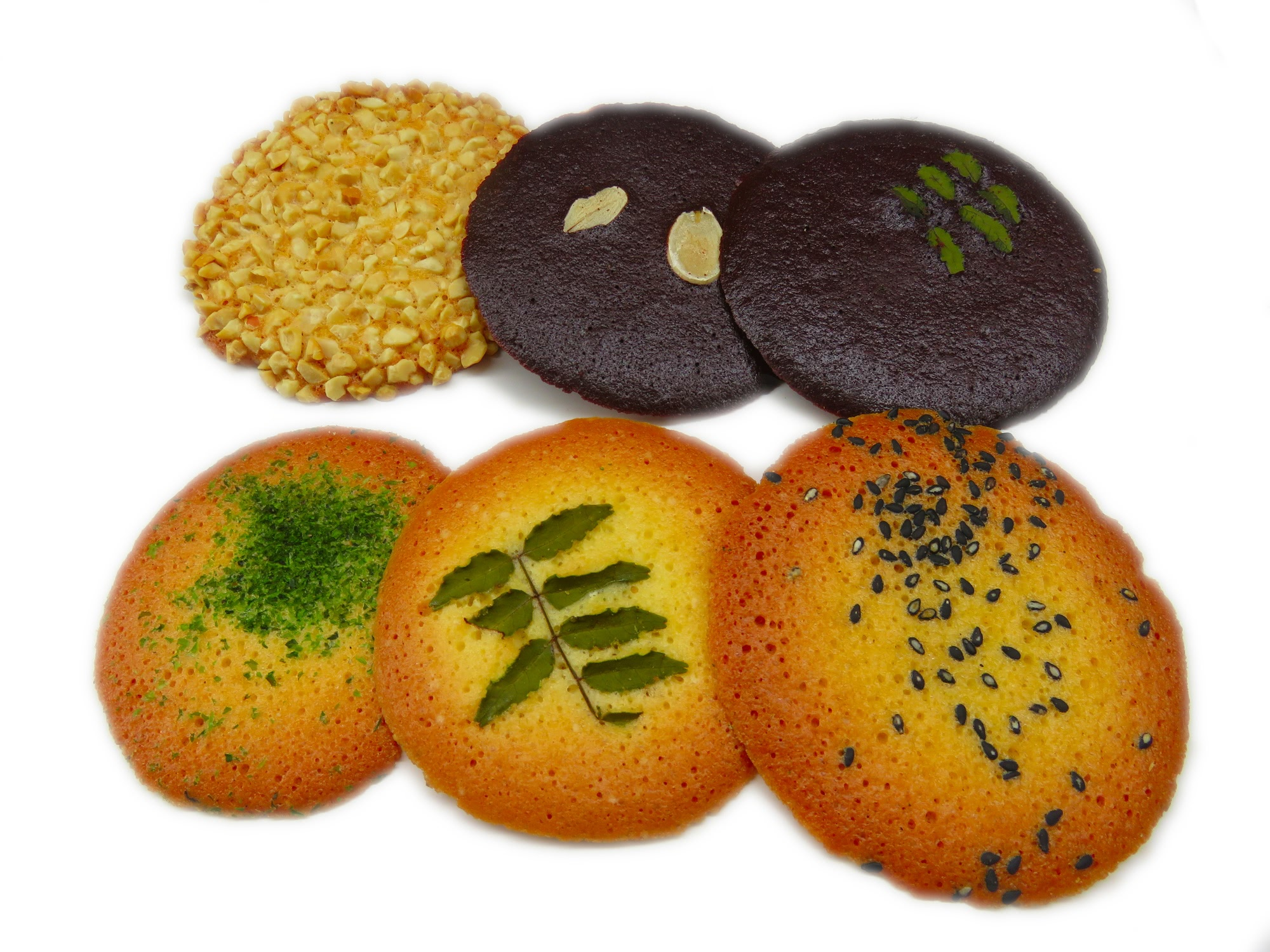
湯之元せんべい各種

湯之元温泉街にある1921年（大正10年）に創業した菓子店・梅月堂において、1951年（昭和26年）に創業者が開発し販売されている煎餅「湯之元せんべい」が、土産菓子として人気で店の看板商品にもなっている。湯之元にある煎餅であるため、いつしか「湯之元せんべい」と呼ばれるようになった。
定番の湯之元せんべいは小麦粉、砂糖、鶏卵のみを合わせたクッキー生地の上に山椒の葉が少量乗った素朴な煎餅で、定番以外では山椒の葉の代わりに青のり、黒ごま、砕いたピーナッツが乗った湯之元せんべいもある。他にも、フランスのチョコレートメーカーであるヴァローナのカカオパウダーを混ぜた煎餅に山椒の葉が乗った、チョコレート味もある。
定番の湯之元せんべいは、ほんのり甘くパリッとした食感で口の中に山椒の香りが広がる。山椒の葉は、割れた湯之元せんべいと引き換えに湯田地域の住人宅で摘ませて貰った葉を使用している。元々は何も乗っていなかったが、鹿児島では馴染み深く手軽に摘める食材で甘さと辛味と香りが合うという理由で、山椒を乗せるようになった。
1973年（昭和48年）、鹿児島市で行われた第18回・全国菓子大博覧会において受賞したほか、2014年（平成26年）には「かごしまの新特産品コンクール」で鹿児島県特産品協会理事長賞を、2023年（令和5年）10月31日には第1回「ひおき特産品コンクール」で金賞を受賞している。

## アクセス
- 鉄道: 鹿児島本線湯之元駅下車、徒歩約10分